# 總管內務府大臣
總管內務府大臣，又稱內務府總管，有時簡稱內務府大臣或總管大臣（穆麟德轉寫：booi amban，音译“包衣昂邦”、“包衣按班”），為清朝至民國期間內務府衙門及所屬內務府堂、七司、三院等五十多餘部門之主管官員，總管皇室宮禁大小事務，由皇帝特簡，無定額。

## 建置
清軍入關前原設內務府，並有管理包衣牛彔的「包衣昂邦」；崇德元年（1636年），首見「內理事官」，或稱「管理內府事務官」（穆麟德轉寫：dorgi baita icihiyara amban），直譯為「辦理內務的官員」，但性質皆與內務府設立後的內務府總管有所差異。
順治十一年（1654年），裁撤內務府，改制為十三衙門。十八年（1661年），康熙帝即位，孝莊文皇后及輔政大臣處決宦官吳良輔，裁撤十三衙門，恢復内務府，正式設置內務府總管大臣，特簡内大臣兼任，無專門員額，定品秩為正三品。二年（1663年），以內務府總管大臣兼轄內三院。
雍正十三年（1735年），因光祿寺少卿德爾弼奏請、吏部核議，按照侍郎品級升為從二品。乾隆十四年（1749年）四月，吏部奏准按照侍郎品秩，改為正二品文職。
總管大臣缺，定制由皇帝於滿洲文武大臣、王公內特簡，或以侍衛處屬郎中、内三院卿（上駟院卿、奉宸苑卿、武備院卿）特簡升用，「俱係親信大臣」。

## 職掌
總管大臣掌管內務府政令，掌管七司、三院等內府諸衙門之印信、關防，供奉皇室諸多職務，如職員銓選除授、財務收支、宴饗、祭祀、膳食、服飾、服事僕役、賞賜、刑罰、宮苑工程、行宮修護、器物製造、教習訓導等事務無不綜理，並對成果負責。清人梁章鉅將內務府總管之職責比擬為周朝之宮正、宮伯、元朝之尚供總管府總管、雲需總管府總管。
內務府每日派總管大臣一人值宿於宮中或皇帝行在，如因事不能入值，以郎中等屬官代理入值。

## 大臣值年

### 紫禁城值年
乾隆十六年（1751年）五月，規定往後於總管內務府大臣特派一員專司督導紫禁城清潔與修繕，一年一任，初次簡派和親王弘晝與海望二人。一年屆滿，開列總管內務府大臣名單奏請簡派。

### 犧牲所值年
乾隆二十六年（1761年），因慶豐司提供祭祀牛隻過於瘦弱，上諭以内務府大臣一人值年管理犧牲所牛隻餵養，一年一任。

### 慶豐司值年
乾隆三十四年（1769年），內務府奏准，以内務府大臣一人值年管理慶豐司所屬牛羊圈餵養與錢糧開支，一年一任。道光二十年（1840年）八月，上諭停止選派慶豐司值年。

### 官房租庫值年
京師内外城官房之租課徵收，最初屬於內務府營造司管理，按月徵收，供營造司支出之用。乾隆三十六年（1771年）七月，以内務府大臣一人值年管理，一年一任。道光二十年（1840年）八月，上諭停止選派官房租庫值年。

### 六庫值年
乾隆三十九年（1774年）十一月，以內務府大臣一人值年稽查內務府六庫錢糧及貴重品出入，一年一任，期滿奏請更換。道光二十年（1840年）八月，上諭停止選派六庫值年。

### 營造司值年
乾隆五十二年（1787年）十一月，內務府奏准以內務府大臣一人值年稽查營造司承辦宮內歲修與咨修工程銀兩，一年一任，期滿奏請更換。道光二十年（1840年）八月，上諭停止選派營造司值年。

### 乾果糖斛值年
乾隆五十七年（1792年）十一月，上諭以內務府大臣一人值年兼管乾果糖斛，一年一任，期滿奏請更換。道光二十年（1840年）八月，上諭停止選派乾果糖斛值年。

## 陵寢總管內務府大臣
雍正二年（1724年）於清東陵升設馬蘭鎮總兵兼東陵總管內務府大臣，節制東陵所屬各陵内務府官員與盤山總管以下内府官兵；乾隆元年（1736年）於清西陵增設泰寧鎮總兵兼西陵總管內務府大臣，節制西陵所屬各陵内務府官員與黃新莊總管以下内府官兵。陵寢總管內務府大臣與東西陵守護陵寢大臣共同管理陵寢承辦事務衙門。

## 盛京內務府總管大臣
順治朝，在盛京留置上三旗包衣佐領三名，其中一人掌關防，管理盛京皇莊、果園、牧群，承辦盛京行宮、盛京三陵修繕養護事務，看守及稽查宮殿、庫藏，皇帝東巡出山海關至盛京之間的物資供應。乾隆十七年（1752年）設置盛京總管內務府，轄營造司、廣儲司、掌儀司、都虞司、會計司五司，由盛京將軍（後改東三省總督）兼任盛京總管內務府大臣，統管盛京地區皇室、宫廷、皇陵事務，管轄監督盛京包衣佐領辦事。